# Championnat d'Allemagne féminin de football 2019-2020
Navigation
Édition précédente Édition suivante
La Frauen-Bundesliga 2019-2020 (ou Flyeralarm Frauen-Bundesliga pour des raisons de parrainage) est la 47e édition du championnat d'Allemagne féminin de football. Le premier niveau du championnat féminin oppose douze clubs allemands en une série de vingt-deux rencontres jouées durant la saison de football. La compétition débute le 17 août 2019 et devait s'achever le 17 mai 2020.
Les deux premières places du championnat sont qualificatives pour la Ligue des champions féminine de l'UEFA alors que les deux dernières places sont synonymes de relégation en 2. Frauen-Bundesliga.
Lors de l'exercice précédent, le FC Cologne et le FF USV Iéna ont gagné le droit d'évoluer dans cette compétition après avoir terminés 3e et 4e de 2. Frauen-Bundesliga, les championnes et vice-championnes étant des équipes réserves elles ne sont pas autorisées à monter en première division.
Le VfL Wolfsbourg et le Bayern Munich, respectivement champion et vice-champion en 2019, sont quant à eux, les représentants allemands en Ligue des champions féminine de l'UEFA 2019-2020.
Le championnat est suspendu mi-mars, par la DFB, en raison de la pandémie de maladie à coronavirus. La reprise de la compétition est envisagée au 29 mai.

## Participants
| \| Bayern Munich Francfort Wolfsburg Turbine Potsdam SG Essen-Schönebeck Fribourg Hoffenheim SC Sand Duisbourg Leverkusen Cologne Iéna \| Localisation des clubs engagés. |
| Bayern Munich Francfort Wolfsburg Turbine Potsdam SG Essen-Schönebeck Fribourg Hoffenheim SC Sand Duisbourg Leverkusen Cologne Iéna                                       |

Ce tableau présente les douze équipes qualifiées pour disputer le championnat 2019-2020. On y trouve le nom des clubs, le nom des entraîneurs et leur nationalité, la date de création du club, l'année de la dernière montée au sein de l'élite, leur classement de la saison précédente, le nom des stades ainsi que la capacité de ces derniers.
Légende des couleurs
- Qualifié pour la phase finale de la Ligue des champions 2019-2020.
- Promu de 2. Frauen-Bundesliga.

| Nom du club            | Entraîneur       | DC   | DM   | Cls 2019 | Stade                                                            | Capacité     | Nb T. |
| ---------------------- | ---------------- | ---- | ---- | -------- | ---------------------------------------------------------------- | ------------ | ----- |
| VfL Wolfsburg          | Stephan Lerch    | 1973 | 2006 | 1        | AOK Stadion                                                      | 5 200        | 4     |
| Bayern Munich          | Jens Scheuer     | 1970 | 2000 | 2        | Grünwalder Stadion / FC Bayern Campus                            | 15 000 2 500 | 3     |
| 1. FFC Turbine Potsdam | Matthias Rudolph | 1971 | 1994 | 3        | Karl-Liebknecht-Stadion                                          | 10 786       | 6     |
| SG Essen-Schönebeck    | Markus Högner    | 2000 | 2004 | 4        | Stadion Essen                                                    | 20 650       | /     |
| 1. FFC Francfort       | Niko Arnautis    | 1973 | 1990 | 5        | Stadion am Brentanobad                                           | 5 650        | 7     |
| TSG 1899 Hoffenheim    | Jürgen Ehrmann   | 2006 | 2013 | 6        | Dietmar Hopp Stadion                                             | 6 350        | /     |
| SC Fribourg            | Daniel Kraus     | 1975 | 2011 | 7        | Möslestadion                                                     | 5 400        | /     |
| SC Sand                | Sascha Glass     | 1980 | 2014 | 8        | Orsay-Stadion, Willstätt                                         | 2 000        | /     |
| MSV Duisbourg          | Thomas Gerstner  | 2009 | 2016 | 9        | PCC-Stadion                                                      | 3 000        | /     |
| Bayer 04 Leverkusen    | Achim Feifel     | 2008 | 2018 | 10       | Nachwuchsleistungszentrum Kurtekotten / Ulrich-Haberland-Stadion | 1 140 3 200  | /     |
| FC Cologne             | Willi Breuer     | 2007 | 2019 | 2.FB     | Franz-Kremer-Stadion                                             | 5 457        | /     |
| FF USV Iéna            | Christopher Heck | 2004 | 2019 | 2.FB     | Ernst-Abbe-Sportfeld                                             | 10 445       | /     |

## Compétition

### Classement
Le classement est calculé avec le barème de points suivant : une victoire vaut trois points, le match nul un et la défaite zéro.
Les critères utilisés pour départager en cas d'égalité au classement sont les suivants :
1. différence entre les buts marqués et les buts concédés sur la totalité des matchs joués dans le championnat ;
2. plus grand nombre de buts marqués sur la totalité des matchs joués dans le championnat.

| Rang | Équipe              | Pts | J  | G  | N | P  | Bp | Bc | Diff |
| ---- | ------------------- | --- | -- | -- | - | -- | -- | -- | ---- |
| 1    | VfL Wolfsburg T C   | 62  | 22 | 20 | 2 | 0  | 93 | 8  | +85  |
| 2    | Bayern Munich       | 54  | 22 | 17 | 3 | 2  | 60 | 14 | +46  |
| 3    | TSG Hoffenheim      | 49  | 22 | 15 | 1 | 5  | 67 | 24 | +43  |
| 4    | FFC Turbine Potsdam | 37  | 22 | 12 | 1 | 9  | 52 | 45 | +7   |
| 5    | SG Essen-Schönebeck | 35  | 22 | 11 | 2 | 9  | 41 | 39 | +2   |
| 6    | FFC Francfort       | 33  | 22 | 10 | 3 | 9  | 44 | 47 | -3   |
| 7    | SC Fribourg         | 31  | 22 | 9  | 4 | 9  | 43 | 47 | -4   |
| 8    | SC Sand             | 25  | 22 | 8  | 1 | 13 | 24 | 43 | -19  |
| 9    | MSV Duisbourg       | 17  | 22 | 4  | 5 | 13 | 19 | 47 | -28  |
| 10   | Bayer 04 Leverkusen | 17  | 22 | 5  | 2 | 15 | 22 | 51 | -29  |
| 11   | 1. FC Cologne P     | 17  | 22 | 5  | 3 | 14 | 22 | 60 | -38  |
| 12   | FF USV Iéna P       | 4   | 22 | 0  | 4 | 18 | 15 | 77 | -62  |

| Légende : | Légende : |
| --------- | --- |
|           | Qualifié pour la Ligue des champions 2020-2021. |
|           | Relégué en 2. Frauen-Bundesliga. |
|           | T Tenant du titre. P Promu de 2. Frauen-Bundesliga. C Vainqueur de la DFB-Pokal Frauen 2019-2020. Pts points ; G victoires ; N match nuls ; P défaites Bp buts marqués ; Bc buts encaissés ; Diff différence de buts |

### Résultats
| Résultats (▼dom., ►ext.)                                   | ByM | DUI | ESS | FRA | FRI | HOF | LEV | COL | SAN | TUR | IEN | WOL |
| Bayern Munich                                              |     | 4-0 | 2-0 | 3-0 | 2-0 | 3-0 | 1-2 | 5-2 | 3-1 | 3-1 | 2-0 | 0-0 |
| MSV Duisbourg                                              | 2-2 |     | 0-4 | 1-2 | 0-1 | 0-4 | 2-1 | 1-1 | 0-2 | 0-0 | 0-0 | 1-6 |
| SG Essen-Schönebeck                                        | 0-3 | 2-1 |     | 2-1 | 5-0 | 3-2 | 3-1 | 3-1 | 5-2 | 2-0 | 1-1 | 0-3 |
| FFC Francfort                                              | 2-3 | 5-1 | 1-1 |     | 0-2 | 2-2 | 3-1 | 1-0 | 3-1 | 3-2 | 4-2 | 0-3 |
| SC Fribourg                                                | 1-3 | 2-2 | 1-2 | 3-3 |     | 1-5 | 1-1 | 6-1 | 0-0 | 3-2 | 4-0 | 0-8 |
| TSG Hoffenheim                                             | 1-0 | 3-0 | 7-0 | 4-0 | 4-1 |     | 4-1 | 4-0 | 1-0 | 5-1 | 2-0 | 2-5 |
| B.Leverkusen                                               | 0-3 | 0-2 | 2-0 | 1-3 | 1-0 | 1-3 |     | 3-1 | 1-2 | 1-5 | 2-0 | 0-7 |
| FC Cologne                                                 | 0-4 | 2-1 | 1-0 | 1-4 | 2-4 | 0-1 | 4-3 |     | 1-0 | 1-2 | 1-0 | 0-5 |
| SC Sand                                                    | 0-5 | 0-2 | 3-0 | 3-0 | 0-2 | 0-6 | 1-0 | 2-1 |     | 0-4 | 4-2 | 0-4 |
| FFC Turbine Potsdam                                        | 1-5 | 2-1 | 1-0 | 4-3 | 4-5 | 2-1 | 1-0 | 5-0 | 2-1 |     | 6-2 | 0-3 |
| FF USV Iéna                                                | 0-3 | 0-2 | 1-7 | 2-3 | 0-6 | 1-6 | 0-0 | 2-2 | 0-2 | 1-6 |     | 0-6 |
| VfL Wolfsburg                                              | 1-1 | 4-0 | 5-1 | 5-1 | 2-0 | 3-0 | 5-0 | 4-0 | 1-0 | 5-1 | 8-1 |     |
| - Victoire à domicile - Match nul - Victoire à l'extérieur |     |     |     |     |     |     |     |     |     |     |     |     |

### Évolution du classement
Le tableau suivant récapitule le classement au terme de chacune des journées définies par le calendrier officiel, les matchs joués en retard sont pris en compte la journée suivante.
| Journée          | 1  | 2  | 3  | 4  | 5  | 6  | 7  | 8  | 9  | 10 | 11 | 12 | 13 | 14 | 15 | 16 | 17 | 18 | 19 | 20 | 21 | 22 |
| Équipe           |    |    |    |    |    |    |    |    |    |    |    |    |    |    |    |    |    |    |    |    |    |    |
| ---------------- | -- | -- | -- | -- | -- | -- | -- | -- | -- | -- | -- | -- | -- | -- | -- | -- | -- | -- | -- | -- | -- | -- |
| Bayern Munich    | 2  | 3  | 4  | 3  | 3  | 3  | 3  | 3  | 3  | 3  | 3  | 3  | 3  | 3  | 2  | 2  | 2  | 2  | 2  | 2  | 2  | 2  |
| FC Cologne       | 5  | 9  | 9  | 10 | 9  | 10 | 11 | 11 | 11 | 10 | 11 | 11 | 10 | 10 | 11 | 11 | 11 | 9  | 9  | 10 | 11 | 11 |
| MSV Duisbourg    | 8  | 11 | 11 | 12 | 12 | 11 | 10 | 10 | 10 | 11 | 10 | 10 | 11 | 11 | 10 | 10 | 10 | 11 | 11 | 11 | 10 | 9  |
| SG Essen         | 2  | 6  | 6  | 7  | 5  | 4  | 4  | 4  | 4  | 4  | 4  | 4  | 4  | 4  | 4  | 4  | 5  | 5  | 6  | 6  | 4  | 5  |
| FFC Francfort    | 4  | 8  | 5  | 4  | 4  | 5  | 5  | 5  | 5  | 5  | 5  | 5  | 6  | 6  | 6  | 6  | 4  | 4  | 4  | 5  | 6  | 6  |
| SC Fribourg      | 10 | 10 | 10 | 8  | 10 | 7  | 6  | 6  | 6  | 8  | 8  | 8  | 8  | 7  | 7  | 8  | 7  | 7  | 7  | 7  | 7  | 7  |
| TSG Hoffenheim   | 1  | 1  | 2  | 2  | 2  | 2  | 2  | 2  | 2  | 2  | 2  | 2  | 2  | 2  | 3  | 3  | 3  | 3  | 3  | 3  | 3  | 3  |
| Bayer Leverkusen | 10 | 7  | 7  | 6  | 8  | 9  | 9  | 9  | 9  | 9  | 9  | 9  | 9  | 9  | 9  | 9  | 9  | 10 | 10 | 9  | 9  | 10 |
| SC Sand          | 9  | 5  | 8  | 9  | 6  | 6  | 7  | 7  | 8  | 7  | 6  | 7  | 7  | 8  | 8  | 7  | 8  | 8  | 8  | 8  | 8  | 8  |
| Turbine Potsdam  | 7  | 4  | 3  | 5  | 7  | 8  | 8  | 8  | 7  | 6  | 7  | 6  | 5  | 5  | 5  | 5  | 6  | 6  | 5  | 4  | 5  | 4  |
| FF USV Iéna      | 12 | 12 | 12 | 11 | 11 | 12 | 12 | 12 | 12 | 12 | 12 | 12 | 12 | 12 | 12 | 12 | 12 | 12 | 12 | 12 | 12 | 12 |
| VfL Wolfsburg    | 6  | 2  | 1  | 1  | 1  | 1  | 1  | 1  | 1  | 1  | 1  | 1  | 1  | 1  | 1  | 1  | 1  | 1  | 1  | 1  | 1  | 1  |

## Statistiques

### Meilleurs buteurs
| Rang | Joueur                   | Club                   | Buts |
| ---- | ------------------------ | ---------------------- | ---- |
| 1    | Pernille Harder          | VfL Wolfsbourg         | 26   |
| 2    | Nicole Billa             | TSG Hoffenheim         | 18   |
| 3    | Lea Schüller             | SG Essen-Schönebeck    | 16   |
| 3    | Laura Freigang           | FFC Francfort          | 16   |
| 3    | Ewa Pajor                | VfL Wolfsbourg         | 16   |
| 6    | Lara Prašnikar           | 1. FFC Turbine Potsdam | 15   |
| 7    | Isabella Hartig          | TSG Hoffenheim         | 12   |
| 8    | Jovana Damnjanovic       | Bayern Munich          | 11   |
| 8    | Klara Bühl               | SC Fribourg            | 11   |
| 8    | Tabea Waßmuth            | TSG Hoffenheim         | 11   |
| 11   | Linda Dallmann           | Bayern Munich          | 10   |
| 12   | Ivana Rudelic            | Bayer 04 Leverkusen    | 8    |
| 13   | Lineth Beerensteyn       | Bayern Munich          | 7    |
| 14   | Melanie Leupolz          | Bayern Munich          | 6    |
| 14   | Nina Ehegötz             | 1. FFC Turbine Potsdam | 6    |
| 14   | Zsanett Jakabfi          | VfL Wolfsbourg         | 6    |
| 17   | Turid Knaak              | SG Essen-Schönebeck    | 5    |
| 17   | Laura Feiersinger        | FFC Francfort          | 5    |
| 17   | Lena Lattwein            | TSG Hoffenheim         | 5    |
| 17   | Sjoeke Nüsken            | FFC Francfort          | 5    |
| 17   | Shekiera Martinez        | FFC Francfort          | 5    |
| 17   | Malgorzata Anna Mesjasz  | 1. FFC Turbine Potsdam | 5    |
| 17   | Dina Blagojevic          | SC Sand                | 5    |
| 17   | Milena Nikolic           | Bayer 04 Leverkusen    | 5    |
| 17   | Sara Björk Gunnarsdóttir | VfL Wolfsbourg         | 5    |
| 17   | Fridolina Rolfö          | VfL Wolfsbourg         | 5    |

| Rang | Joueur               | Club                   | Buts |
| ---- | -------------------- | ---------------------- | ---- |
| 27   | Mandy Islacker       | Bayern Munich          | 4    |
| 27   | Lina Magull          | Bayern Munich          | 4    |
| 27   | Maximiliane Rall     | TSG Hoffenheim         | 4    |
| 27   | Etonam Nicole Anyomi | SG Essen-Schönebeck    | 4    |
| 27   | Franziska Fiebig     | SC Sand                | 4    |
| 27   | Sandra Starke        | SC Fribourg            | 4    |
| 27   | Janina Minge         | SC Fribourg            | 4    |
| 27   | Eunice Beckmann      | FC Cologne             | 4    |
| 27   | Anna Gasper          | 1. FFC Turbine Potsdam | 4    |
| 27   | Geraldine Reuteler   | FFC Francfort          | 4    |
| 27   | Hasret Kayikci       | SC Fribourg            | 4    |
| 27   | Svenja Huth          | VfL Wolfsbourg         | 4    |

Mise à jour au= 21 juin 2020

## Bilan de la saison
| Championnat d'Allemagne féminin de football 2019-2020 |                          |
| Champion                                              | VfL Wolfsburg (6e titre) |
| Dauphin                                               | Bayern Munich            |
| Coupes et trophées                                    |                          |
| Vainqueur de la Coupe d'Allemagne 2019-2020           | VfL Wolfsburg            |
| Qualifications continentales                          |                          |
| Ligue des champions 2020-2021                         | VfL Wolfsburg            |
| Ligue des champions 2020-2021                         | Bayern Munich            |
| Promotions et relégations                             |                          |
| Promus en Frauen-Bundesliga                           | Werder Brême             |
| Promus en Frauen-Bundesliga                           | SV Meppen                |
| Relégués en 2. Frauen-Bundesliga                      | FC Cologne               |
| Relégués en 2. Frauen-Bundesliga                      | FF USV Iéna              |